# David Tomkins
David Tomkins, pseudoniem van Johan Willem Nicolaas (Willem) le Heux (Deventer, 24 mei 1880 — Breda, 18 juni 1952) was een Nederlandse kinderboekenschrijver, tekstdichter, kunstschilder en illustrator.
Hij schreef een aantal kinderboeken (waaronder prentenboeken en boeken met verhaaltjes), die hij merendeels zelf illustreerde. Daarnaast publiceerde hij meer dan twintig kinderdichtbundels en kinderliedboekjes, eveneens grotendeels zelf geïllustreerd.
Een aantal van zijn liedjes raakten wijder verspreid, doordat ze werden overgenomen door verzamelbundels of onderwijsbundels. Met name een aantal padvindersliedjes werd door meerdere zangbundels overgenomen. Het kinderliedje 'Een veldmuis vond in 't beukenbos / Een lege notendop' (muziek: Bernard Diamant) werd in verschillende onderwijsbundels opgenomen.

## Werk en persoonlijk leven
Willem le Heux was eerste luitenant der infanterie en van 1910-1951 docent hogere wiskunde aan de Koninklijke Militaire Academie (K.M.A.) in Breda. Hij publiceerde enkele wiskundige werken. Hij werd later benoemd tot hoogleraar aan de K.M.A.
Onder de naam David Tomkins publiceerde hij van 1906-1914 in de kinderbijlage van de krant Het Nieuws van de Dag en leverde hij bijdragen aan de tijdschriften De Nieuwe Amsterdammer (1915-1920) en Ons Eigen Tijdschrift (1922-1936). Hij was lid van de Amsterdamse Kunstenaarsvereniging Sint Lucas. Hij exposeerde in de groepstentoonstelling Regeeringsjubileum 1898 - 1923: tentoonstelling van Nederlandsche beeldende kunstenaars in het Stedelijk Museum Amsterdam in september 1923. Tomkins schilderde met name zeezichten op Texel en vanaf 1921 landschappen bij Zoutelande in Zeeland.
Willem le Heux trouwde in 1910 met Frederike Wisselink. Zij overleed in 1936. Le Heux was betrokken bij de Doopsgezinde kerk en schreef in 1931 een vlugschrift voor het Doopsgezind Comité over dienstweigering en eenzijdige ontwapening.
Postuum, in 1984, werden zijn dagboeken uit de periode van de Tweede Wereldoorlog uitgegeven (6 delen).

## Kinderliedjes
Tomkins gaf meer dan twintig bundels met versjes en kinderliedjes uit, merendeels zelf geïllustreerd, waaronder 6 padvindersliederen (ca. 1919); Net iets voor mij! (1921); Prentenboek (1922); en Vonkjes (1935). Ook schreef en illustreerde hij de reeks Vroolijk en oolijk (1917-1922, 12 dln.).
De versjes van zijn hand werden op muziek gezet door onder anderen Catharina van Rennes, Charles Heijnen, Josephus de Klerk, Cor Bute en Anton Verheij.
Verschillende liedboekjes namen, van de jaren '20 tot in de jaren 50, liedjes uit zijn bundels over, waarmee deze liedjes wijder verspreid raakten. Hieronder  Jong is ons harte van V.C.J.C. (1934) en Padvinders-liederenbundel van L. Haasnoot (ca. 1956). Het gaat daarbij met name om het liedje 'De veldmuis' en om zijn padvindersliedjes.
Ook latere verzamelbundels van kinderliedjes of kindergedichtjes namen teksten uit zijn werk op. Het liedboek In die grote stad Zaltbommel van Jacques Klöters (1993) bevat 2 liederen van David Tomkins. Het gaat om 'Padvinder ben je, niet door je hoed' en 'Wanneer de dag geëindigd is'.
Gerrit Komrij nam in De Nederlandse kinderpoëzie in 1000 en enige gedichten (2007) maar liefst 10 versjes van Tomkins op (het maximale aantal, dat slechts acht dichters kregen toebedeeld). Naast 'De veldmuis' nam hij onder meer op: 'De bosbes', 'De paddenstoelen-poetser' en 'Mei' (uit Net iets voor mij, 1921) en vijf gedichtjes uit het Prentenboek van 1922.

### Een veldmuis vond in 't beukenbos
David Tomkins schreef het bekend geworden kinderliedje 
'Een veldmuis vond in 't beukenbos / Een lege notendop'
over een veldmuis die een fiets bouwt, van een berg af fietst, maar ten val komt - waarbij de fiets aan zijn staart geklemd blijft zitten.
De muziek is van Bernard Diamant (1872-1936). Het liedje werd gepubliceerd in de reeks Diamantjes, deel 2 (zonder jaar; Van Esso, Rotterdam). In het boekje zijn ook liedjes opgenomen van J.J. Goeverneur, G.W. Lovendaal en O.S. van der Veen; Bernard Diamant wordt aangegeven als componist van de hele bundel. Het bundeltje is ongedateerd, maar het eerste deel van de reeks Diamantjes is van 1900, wat de datering van het tweede deeltje na 1900 plaatst (maar voor 1919, omdat het liedje toen al werd overgenomen).
Het liedje 'De veldmuis' werd vervolgens opgenomen in twee onderwijsbundels voor de lagere school, die elk 4 herdrukken kenden tussen 1919 en 1953. Het gaat om de bundels Lentezangen: nieuwe melodieën voor het lager onderwijs en kinderzangkoren, samengesteld door G. van Hees en J.G. van Herwaarden (1919, 4e druk 1932); en Lentezangen voor de kleintjes. Nieuwe melodieën voor het voorbereidend onderwijs, de aanvangs- en middelklassen der lagere school en het gezin van G. van Hees en J.G. van Herwaarden (1921, 4e druk 1953). Het liedje kon zo door het onderwijs in bredere kring bekend raken.
In de jaren 30 gaf David Tomkins het liedje over de veldmuis zelf opnieuw uit, in een kleine muziekuitgave: Vonkjes. Acht kindergedichtjes (1935, P. Noordhoff, Groningen). In de ondertitel wordt Lottie Koekoek aangeduid als componiste van deze acht liedjes ('geïllustreerd door den dichter; op muziek gezet door Lottie Koekoek'). Mogelijk heeft zij de melodie opnieuw gearrangeerd.
Het liedje werd in 1984 opgenomen in de liedbundel voor de basisschool Zingen hoort erbij..., samengesteld door Céline Schaake-Verkozen (Kok Educatief, Kampen). Het hoorde ook, zoals gemeld, bij de tien versjes van Tomkins die Gerrit Komrij in 2007 opnam in het overzichtswerk De Nederlandse kinderpoezie in 1000 en enige gedichten.

### Padvindersliedjes
De padvindersliedjes die verspreid werden in andere liedboeken zijn, volgens de gegevens in de Nederlandse Liederenbank, met name:
- 'De handen uit de mouwen, / De handen aan de ploeg' (Aanpakken). Muziek: Ernst Wettig-Weissenborn.
- 'Dichter bij de bossen, / Dichter bij de velden' (Marslied). Muziek: M. Overman-Zöllner.
- 'Geef 'm een zetje en stuur in het sop. / Hallo! houdt af van den kant' (Roeilied). Muziek: Charles Heijnen.
- 'Padvinder ben je, niet door je hoed, / niet door insignes, niet door je goed' (Padvinder). Muziek: Charles Heijnen.
- 'Wanneer de dag geëindigd is / Op het vergevorderde uur' (De rode vlam). Muziek: Charles Heynen.
- 'We trekken met de makkers uit, / we trekken naar het duin' (Kamplied). Muziek: Charles Heijnen.
- 'Zie, hoe de morgenzon rijst aan de kim, / Jongens komt, mee naar de hei!' (Reveille). Muziek: Charles Heijnen.

Het merendeel is overgenomen uit 6 padvindersliederen (ca. 1919). De bundel Een alleen van A. Weiss en J.C. Andreae (ca. 1938) bevat daarnaast twee seizoensliedjes:
- 'Lang, lang, dreigend en bang / Moge de winterkou zijn' (Lente). Muziek: J. Mackenzie.
- 'Rood en goud, rood en goud / Zijn de kleuren van het woud' (Herfst). Muziek: Rosine de Cocq.

## Werken
Selectie uit de kinderboeken en kinderliedboekjes van David Tomkins.

### Kinderboeken
- 1920 - De kleine vuurtoren, met houtsneden van den schrijver (uitgeverij G.B. van Goor, Gouda)
- 1921 - De tweede vader, met houtsneden van den schrijver (G.B. van Goor & Zonen, Gouda)
- 1925 - 'Zonder moeder', in: tijdschrift Zonneschijn (heruitgave van deel IV, jaargang 1; Utrecht, W. de Haan). Met bijdragen van: David Tomkins, Nienke van Hichtum en Agatha Petronella Snellen
- 1925 - De bannelinge, met illustraties van den schrijver (A.W. Sijthoff, Leiden)
- 1926 - Het roode weeskind, geïll. door den schrijver (Wolters, Groningen)
- 1932 - Naar de Kopermijnrivier. Een oorspronkelijk jongensboek, met illustraties van den schrijver (Van Holkema & Warendorf, Amsterdam / De Magneet, Antwerpen)
- 1938 - Kinderen in hun vrije tijd (Bigot en Van Rossum, Amsterdam)
- 195x - De man die nog in Sinterklaas geloofde: toneelstuk in drie bedrijven (toneel) (Van Gorcum, Assen)

Tomkins illustreerde ook kinderboeken van andere schrijvers.

### De reeksVroolijk en oolijk
Elk deel van de reeks Vroolijk en oolijk heeft de ondertitel: versjes en plaatjes van David Tomkins (uitgeverij G.B. van Goor, Gouda).
- 1917 -  Max op Paschen - De mol en de muis (nr. 1)
- 1917 - De muizen en het kamerolifantje - De pas van drie (nr. 2)
- 1917 -  De Philippien - De waterval (nr. 3)
- 1917 - Het Paaschei - Zus in de provisiekast (nr. 4)
- 1920 - De kabouterkoning - Van een klein matroosje (nr. 5)
- 1920 - De eerste broek - Lentestormen (nr. 6)
- 1920? - Het mannetje in de maan (nr. 7)
- 1920 - De nieuwe pop - Bob en de ganzen (nr. 8)
- 1922 - De luchtreis - Drie paar schoenen (nr. 9)
- 1922 - De wedstrijd - Vrouw Holle (nr. 10)
- 1922 - De leeuwtjes - Loontje komt om zijn boontje (nr. 11)
- 1922 - Het dikkopje - De suikerkip [vertaald uit het Engels] (nr. 12)
- 1922-23 - Raadsel-rijmen (2 dln.)

### Gedichten en kinderliedjes
- 1916 - 'Mei', muziek van Catharina van Rennes (Bijlage van De Nieuwe Amsterdammer)
- 1917 - Gedichten uit de Nieuwe Groene (De nieuwe Amsterdammer). Herdruk 1971.
- 1917 - Pinkster-ronde (Klingklang, klokke-bei), muziek van Catharina van Rennes (Bijlage van De Nieuwe Amsterdammer)
- 1919? - 6 padvindersliederen, muziek van Charles Heijnen (Vereeniging De Nederlandsche Padvinder, Amsterdam). Hierin: 'Padvinder'; 'Reveille'; 'Marschlied'; 'Kamplied'; 'Herfst'; 'De roode vlam (kampvuurlied)'
- 1920 - Bloeiend leven (Klingklang, klokke-bei), muziek van Catharina van Rennes (Bijlage van De Nieuwe Amsterdammer)
- 1921 - Net iets voor mij! : vijf en twintig kindergedichten, met penteek. van den schrijver (Van Goor, Gouda)
- 1922 - Prentenboek (G.B. van Goor & Zonen, Gouda). Hierin: 'Katjes-spel'; 'Liederom-Lijsje'; 'De betooverde dwarsfluit'; 'Raadsel-rijm'; 'De doop'; 'Erwten poffen'; 'Hummeltje-Tummeltje'; 'De hond, de kat en de vier vogels'; 'Het winkeltje'; 'De kippen'; 'Het kerstkind'; 'De nieuwe tand'; 'Raadsel-rijm'.
- 1924 - Albumversjes (G.B. van Goor & Zonen, Gouda)
- 1924 - Zie ons bereid elkander trouw te blijven - huwelijkslied, muziek van Charles Heynen (Van Eck, Den Haag)
- 1935 - Vonkjes : acht kindergedichtjes, geïllustreerd door den dichter; op muziek gezet door Lottie Koekoek (P. Noordhoff, Groningen). Bevat de liedjes: 'Meiregen'; 'Kerstmis'; 'De paddestoelen-poetser'; 'De paardebloem'; 'Het boschbeekje'; 'De krokus'; 'De sterren'; 'De veldmuis'
- 1935 -  Nieuwe bundel liedjes voor zondagsschool en huisgezin, muziek van C.J. Bute (Van Gorkum, Assen)
- 1939 - 'Het spreekuur van dokter Haas', muziek van Brugt Jan Douwes (Thieme, Zutphen)
- 1938 - Prinsesje van Oranje: zangspelletje ter gelegenheid van een zéér blijde gebeurtenis (de op muziek gezette liedjes uit Een oranjefeest van Gorcums toneelfonds), muziek van R. Keuning (Van Gorkum, Assen)
- 1938 - Naar Bethlehem : een uitbeelding van het kerstverhaal door jongeren in drie delen, muziek van Cornelis Johan Bute (Van Gorkum, Assen)
- 1946 - De engelen, gekleurde kinderprenten en gedichten (dl. 3) (Van Gorkum, Assen)
- 1946 - De rijstbouw, gekleurde kinderprenten en gedichten (dl. 7) (Van Gorkum, Assen)

#### Liedbundels met een of enkele liedjes
- 1915 - Blijde mei: nieuwe kinderversjes, verzameld door F.H.N. Bloemink (G.B. van Goor & Zonen, Gouda)
- 1919 - Lentezangen: nieuwe melodieën voor het lager onderwijs en kinderzangkoren van Gilles van Hees en J.G. van Herwaarden (4e druk 1932, Wolters, Groningen). Hierin 10 liedteksten van Tomkins: 'Als de herfst verjaart' (muziek van Jacob Mackenzie); 'Bijenliedje' (Anton Verhey); 'De wind' (Th. van der Bijl); 'De winterkabouter' (Olivier Koop); 'Herfstliedje' (J.C. van Merksem); 'Hoog water' (Johan Winnubst); 'Indië en Holland' (Anton Verhey); 'Kabouterliedje' (Anton Verhey); 'Lente komt' (J. de Klerk); 'Sneeuwjacht' (Johan Winnubst)
- 1921 - Lentezangen voor de kleintjes. Nieuwe melodieën voor het voorbereidend onderwijs, de aanvangs- en middelklassen der lagere school en het gezin van G. van Hees en J.G. van Herwaarden (2e druk 1923; 4e druk 1953)
- 1922 - Nieuwe versjes en wijsjes voor kleine jongens en meisjes, Jac Zwaan en Klaas Veldkamp (Wolters, Groningen). Hierin: 'Het sneeuwklokje'
- 1922-1936 - Meerdere bijdragen aan Ons Eigen Tijdschrift van cacaofabriek Van Houten (Weesp)

### Wetenschappelijke werken (onder eigen naam)
- 1924 - Johan Willem Nicolaas le Heux, Leerboek der voortgezette beschrijvende meetkunde, voor de cadetten van alle wapens. Atlas van 39 platen. Breda, KMA
- 1926 - Johan Willem Nicolaas le Heux, Beginselen der nomographie: beknopte handleiding voor graphische formule-berekening
- 1942 - Johan Willem Nicolaas le Heux, De beteekenis van de nomographie voor het universitair onderwijs: (met een nomogram voor trillingsellipsen)
- 1946 - Johan Willem Nicolaas le Heux, De groeikromme en eenige andere nomografische toepassingen

### Overige uitgaven (onder eigen naam)
- 1928 - Honderd jaar: eeuwboek 1828-1928 bij het eeuwfeest der Firma C.J. van Houten en Zoon (Den Haag)
- 1931 - Johan Willem Nicolaas le Heux, Gehoorzaamheid aan het eigen ik of aan het werkelijke leven? Nummer 3 van Vlugschriften, Doopsgezind Comité tot Waarschuwing tegen Propaganda voor Dienstweigering en Eenzijdige Ontwapening
- 1984 - Johan Willem Nicolaas le Heux, Oorlogsdagboek van 1 januari 1941 tot 31 december 1945 (6 dln.)